# روساريو لاثي
روساريو لاكي بالاثيو (مدريد 1891 - مدريد 1954) كانت أول امرأة إسبانية تعمل كطبيبة نساء وتوليد وجراحة
| روساريو لاثي               | روساريو لاثي                                           | روساريو لاثي                                           |
| معلومات شخصية              | معلومات شخصية                                          | معلومات شخصية                                          |
| -------------------------- | ------------------------------------------------------ | ------------------------------------------------------ |
| الميلاد                    | 1891 مدريد (اسبانيا)                                   | 1891 مدريد (اسبانيا)                                   |
| الوفاة                     | 1954 مدريد (اسبانيا)                                   | 1954 مدريد (اسبانيا)                                   |
| Familia                    |                                                        |                                                        |
| الزوج                      | توماس إلورييتا إي أرتاثا                               | توماس إلورييتا إي أرتاثا                               |
| الأبناء                    | خوسيه ماريا إلورييتا                                   | خوسيه ماريا إلورييتا                                   |
| التعليم                    |                                                        |                                                        |
| درست في                    | - معهد الكاردينال سيسنيروس - جامعة كمبلوتنسيه في مدريد | - معهد الكاردينال سيسنيروس - جامعة كمبلوتنسيه في مدريد |
| معلومات مهنية              |                                                        |                                                        |
| المهنة                     | طبيبة نساء وتوليد                                      | طبيبة نساء وتوليد                                      |
| عضو في                     | نادي ليسيوم النسائي                                    | نادي ليسيوم النسائي                                    |
| [editar datos en Wikidata] |                                                        |                                                        |

## مسارها المهني
درست في معهد كاردينال سيسنيروس بمدريد بين 1904 و1907. حصلت في امتحان التخرج على تقدير امتياز. في 1913 نالت درجة الليسانس وأصبحت أول امرأة طبيبة متخصصة في طب النساء والتوليد وجراحة في إسبانيا، وعُينت مسؤولة عن الممرضات في قسم أمراض النساء والتوليد في دار الأمومة بمدريد. في 1914 انضمت إلى مجلس إدارة الجمعية الإسبانية لطب النساء بمنصب أمينة مكتبة. في نفس العام أصبحت أستاذة لعلم الفسيولوجيا والصحة في المدرسة العادية للمعلمات بمدريد، وظلت في هذا المنصب حتى 1954. في أبريل 1915 قدمت محاضرة بعنوان "علاج الحمى النفاسية" في جلسة علمية علنية بكلية الأطباء.
عملت أيضاً أستاذة في مدرسة المنزل والمهنية للمرأة. في 1917 تزوجت من توماس إلورييتا إي أرتاثا، وهو سيناتور وأستاذ قانون سياسي. أنجبت سبعة أبناء، منهم المخرج السينمائي خوسيه ماريا إلورييتا.
كانت عضواً في جمعية الشباب الجامعي النسائي، التي كانت تضم طالبات كليات الحقوق، الآداب، العلوم، الطب، الصيدلة، وكذلك الحاصلات على الليسانس أو الدكتوراه. تأسست هذه الجمعية على يد الطبيبة إليسا سوريانو فيشر وكانت فرعاً لجمعية النساء الإسبانيات الوطنية، التي تأسست سنة 1918 برئاسة ماريا إسبينوسا دي لوس مونتيروس وإيزابيل أويارثابال. من بين عضواتها البارزات كلارا كامبوامور، ماريا دي مايثو، ماتيلدي أويسي، وفيكتوريا كينت.
انضمت أيضاً إلى الاتحاد الفكري الإسباني. وكانت عضواً مؤسسة في العصبة النسائية الإسبانية من أجل السلام سنة 1929 مع إيزابيل أويارثابال، كارمن باروخا، كارمن غاياردو دي ميسا، ماريا مارتوس، كلارا كامبوامور، ماتيلدي أويسي، بنيتا أساس، وإلينا فورتون.
كانت من المؤسسين لنادي ليسيوم النسائي، وشاركت في "بيت الطفل"، وهي روضة ومؤسسة تعليمية مجانية لأبناء العاملات، تقع في شارع برافو موريو. كانت مديرة لها منذ تأسيسها سنة 1929 حتى إغلاقها في 1931. في تقرير نشر في مجلة "إستامبا" في يونيو 1928، تم تصوير زيارة للنادي كانت لاسي تستقبل فيها الضيوف برفقة الناشطة ماريا مارتوس.
خلال الحرب الأهلية الإسبانية واصلت التدريس في المدرسة العادية. توفيت سنة 1954.